# Orneas

Mapa del Istmo de Corinto donde se aprecia una posible ubicación de Orneas.

Orneas (en griego antiguo: Όρνεαί)   es el nombre de una antigua ciudad griega de Argólide y probablemente también de otra, más antigua, ubicada en Corintia. El gentilicio es orneata (Όρνεάτης), en jónico Όρνεῄτης.
Una tradición menciona que su fundador epónimo fue Orneo, hijo de Erecteo. Homero la menciona en el Catálogo de las naves entre los territorios bajo el mando de Agamenón.

## Localización
Su ubicación no es segura. El geógrafo griego Estrabón distingue entre la ciudad de Orneas, la aldea de Orneas y el río homónimo que discurría junto a la ciudad. Con respecto a las dos localidades llamadas Orneas sitúa la primera entre Corinto y Sición e indica que en su época estaba deshabitada (siglo I). La aldea de Orneas la ubica en el norte de la región de Cinuria.
Por otro lado, Pausanias nombra una sola Orneas que distaba 60 estadios (unos 11 km) de Lircea y estaba a 120 estadios (unos 21 km) de Argos. Menciona que estaba en la región de Argos en primer término, antes que Fliunte y Sición.
Se ha sugerido su localización próxima a la población actual de Leontio. Hansen y Nielsen la localizan algo más al sur, en la actual Lirkia, donde los restos de un recinto amurallado de mampostería poligonal  han sido estudiados por Pritchett. Por otra parte, bastante más al norte, cerca del pueblo de Sulinari, se ha excavado el yacimiento arqueológico de Dorati cuya ubicación entre Corinto y Sición es compatible con la que señala Estrabón para una de las dos Orneas que cita. En este yacimiento arqueológico se ha encontrado un asentamiento con abundantes restos de cerámica de la Edad del Bronce, principalmente de los periodos Heládico Reciente IIIB y IIIC que parece haber sido desocupado después del periodo micénico.

## Datos históricos
Estrabón la califica de polis dependiente de Argos, que la destruyó y absorbió a sus habitantes que se convirtieron en ciudadanos argivos.
A mediados del siglo V a. C., según relata Pausanias, los argivos destruyeron Orneas, Micenas, Midea, Tirinto, Hisias y otras ciudades de Argólide con el fin de aumentar su población para hacer frente al poder de los lacedemonios.
En el año 418 a. C., en la Batalla de Mantinea los orneatas lucharon en las filas argivas, que junto a las atenienses y mantineas se enfrentaron a los espartanos y sus aliados peloponesios. Murieron 700 soldados argivos de Orneas, Cleonas y Argos.
En el invierno de 416-415 a. C., la Liga del Peloponeso y Esparta hicieron una expedición militar contra Argólide. Arrasaron parte del territorio y establecieron en Orneas a los argivos desterrados. Fortificaron la ciudad y dejaron una guarnición importante para hostigar a los argivos. Los espartanos consiguieron un acuerdo de no agresión entre argivos y orneatas y regresaron a Esparta. Poco después, Atenas envió a Argos una flota de 30 trirremes y 600 hoplitas. Los argivos salieron extra muros de su ciudad y junto a los atenienses pusieron sitio a Orneas durante un día. Por la noche, mientras acampaban lejos de la ciudad, los orneatas lograron escapar. Al percatarse los argivos destruyeron Orneas. Diodoro Sículo cifra la ayuda ateniense en 60 trirremes y 1200 hoplitas. Añade que el asedio terminó con la toma de Orneas, la muerte de parte de la guarnición espartana y de los exiliados argivos, y la otra parte expulsada.
Orneas fue repoblada y en el 352-351 a. C. tuvo lugar una batalla en sus inmediaciones entre los lacedemonios y los argivos, que se saldó con la victoria de los primeros y la conquista de Orneas tras un corto asedio. Los espartanos regresaron a Esparta antes de la llegada de los megalopolitanos, aliados de los orneatas.
Según Pausanias, los orneatas derrotaron a los sicionios que habían invadido su territorio a finales del siglo IV a. C. Conmemoraban su victoria con una procesión diaria, sacrificios y ofrendas en Delfos.
Estrabón ubica en Orneas un templo de Príapo, mientras Pausanias indica que había uno de Artemisa y otro dedicado a todos los dioses.